# Rue Saillard
La rue Saillard est une voie du 14e arrondissement de Paris, en France.

## Situation et accès
La rue Saillard est une voie située dans le 14e arrondissement de Paris. Elle débute au 1, rue Charles-Divry et se termine rue Brézin.

## Origine du nom
Elle porte le nom du baron Ernest Édouard Saillard (1824-1870), commandant du 1er bataillon de la Garde mobile de la Seine pendant la guerre de 1870-1871, blessé mortellement durant le combat d'Épinay-sur-Seine,. 

## Historique
Cette rue ouverte par la ville de Paris a absorbé une partie de la place de la Mairie, voie de l'ancienne commune de Montrouge, qui s'étendait sur environ 75 mètres au nord de la rue Mouton-Duvernet.
Elle est classée dans la voirie de Paris par décret du 23 mai 1863.
Par délibération du 4 juillet 2025, le tronçon sud de la rue entre la rue Mouton-Duvernet et la rue Brézin prend la dénomination de « Rue Jacques-Perrin ».

## Bâtiments remarquables et lieux de mémoire
La rue longe la place Jacques-Demy et la façade arrière de l'école élémentaire publique Boulard, accessible depuis le 46 rue Boulard.

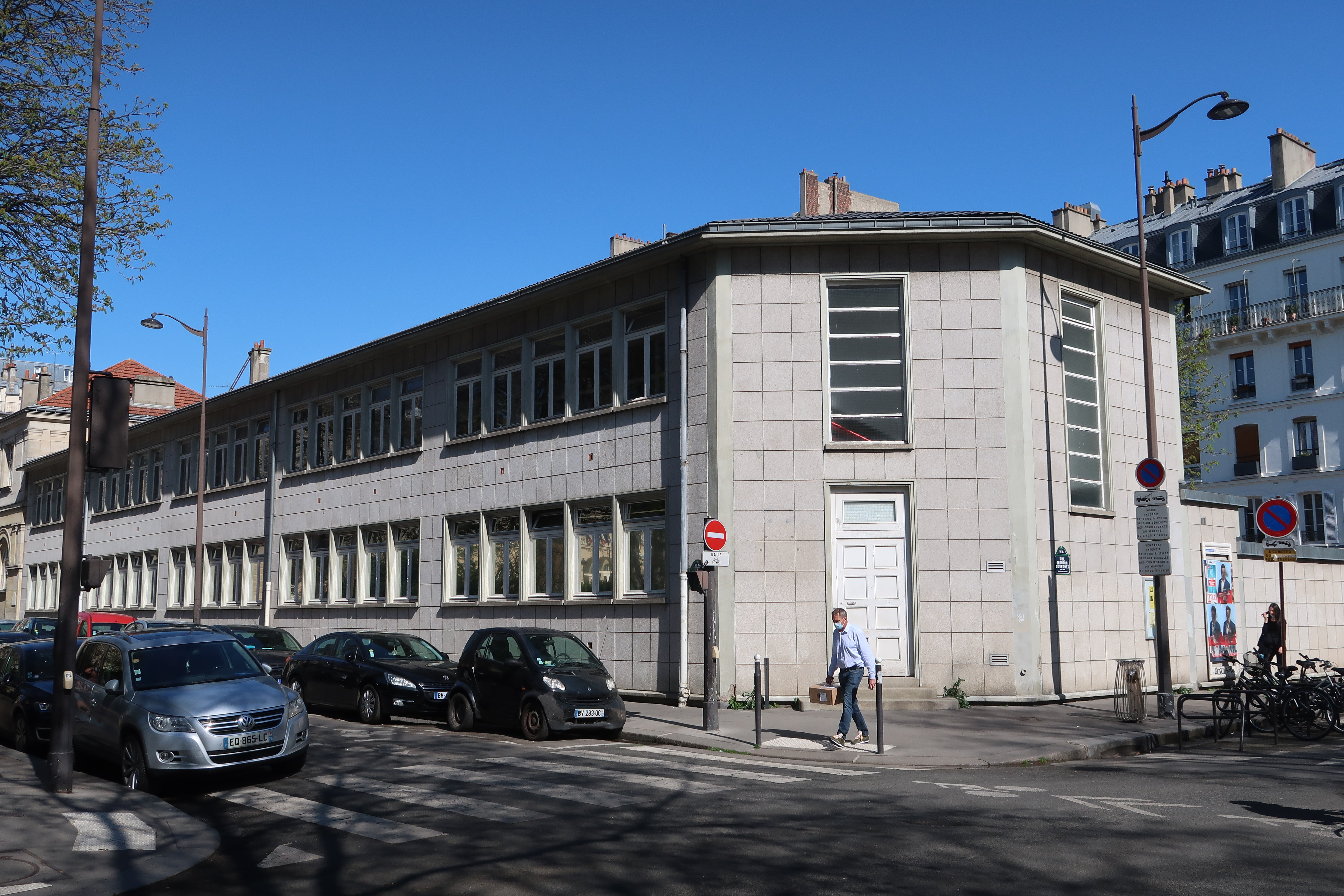
École.